# Ґаштерудхан
Ґаштерудхан (перс. گشترودخان) — село в Ірані, у дегестані Ґураб-Пас, в Центральному бахші, шагрестані Фуман остану Ґілян. За даними перепису 2006 року, його населення становило 787 осіб, що проживали у складі 202 сімей.

## Клімат
Середня річна температура становить 13,82°C, середня максимальна – 28,03°C, а середня мінімальна – -0,41°C. Середня річна кількість опадів – 624 мм.
| Клімат поселення                              | Клімат поселення | Клімат поселення | Клімат поселення | Клімат поселення | Клімат поселення | Клімат поселення | Клімат поселення | Клімат поселення | Клімат поселення | Клімат поселення | Клімат поселення | Клімат поселення | Клімат поселення |
| Показник                                      | Січ.             | Лют.             | Бер.             | Квіт.            | Трав.            | Черв.            | Лип.             | Серп.            | Вер.             | Жовт.            | Лист.            | Груд.            |                  |
| Середній максимум, °C                         | 12,00            | 11,18            | 12,16            | 16,74            | 20,73            | 26,43            | 28,03            | 27,86            | 23,16            | 20,23            | 16,01            | 12,14            |                  |
| Середня температура, °C                       | 6,20             | 5,38             | 6,36             | 10,96            | 14,94            | 20,64            | 23,67            | 23,52            | 18,80            | 15,88            | 11,66            | 7,80             |                  |
| Середній мінімум, °C                          | 0,43             | −0,41            | 0,58             | 5,16             | 9,16             | 14,84            | 19,33            | 19,16            | 14,45            | 11,53            | 7,30             | 3,45             |                  |
| Норма опадів, мм                              | 57               | 49               | 66               | 63               | 38               | 21               | 13               | 24               | 52               | 78               | 67               | 96               |                  |
| Середньомісячна швидкість вітру, м/с          | 2.16             | 2.31             | 2.42             | 2.40             | 2.20             | 2.13             | 2.48             | 2.23             | 1.92             | 2.00             | 1.96             | 1.89             |                  |
| Середньомісячна сонячна радіація, кДж/м²·день | 7058             | 9306             | 11460            | 15883            | 19758            | 22238            | 23036            | 19725            | 16124            | 11246            | 8741             | 6796             |                  |
| --------------------------------------------- | ---------------- | ---------------- | ---------------- | ---------------- | ---------------- | ---------------- | ---------------- | ---------------- | ---------------- | ---------------- | ---------------- | ---------------- | ---------------- |
| Джерело:                                      |                  |                  |                  |                  |                  |                  |                  |                  |                  |                  |                  |                  |                  |